# La Merced (Colombie)
Pour les articles homonymes, voir La Merced.
La Merced est une municipalité située dans le département de Caldas, en Colombie.